# Dziennikarstwo naukowe

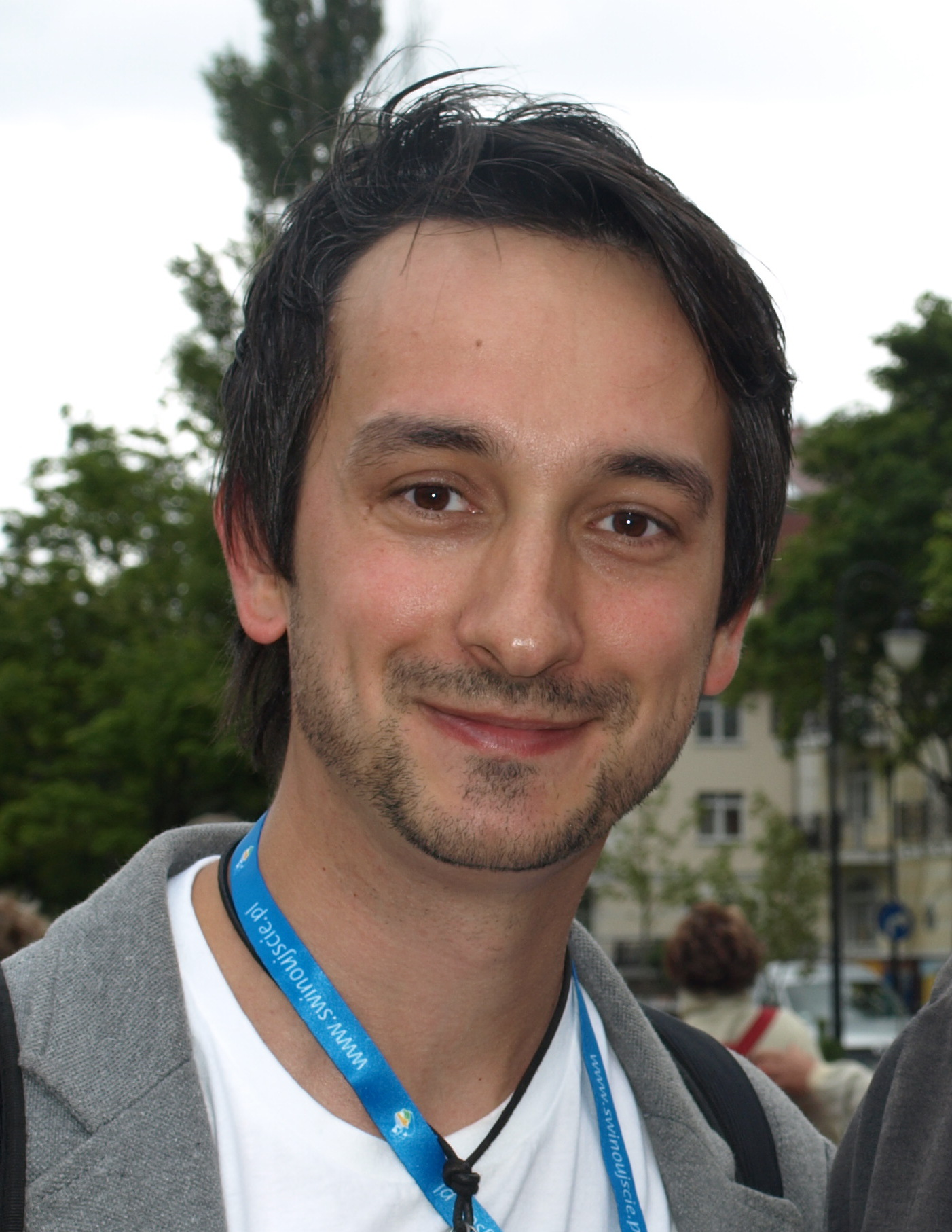
Radosław Brzózka – polski dziennikarz naukowy, prowadzący program TVP1 Jak to działa?

Dziennikarstwo naukowe – specjalność dziennikarska wyróżniana ze względu na zainteresowania naukowe dziennikarza.
Jest wykładane na uniwersytetach, jednak działalność w tym zakresie może być też wynikiem posiadania wykształcenia zarówno naukowego, jak i dziennikarskiego. Dziennikarz naukowy ma za zadanie popularyzować naukę oraz przekazywać nowości z dziedzin naukowych, dlatego też powinien stosować pojęcia naukowe, pamiętając jednocześnie, że mogą być one niezrozumiałe dla odbiorców.
Dziennikarstwo naukowe może mieć różne formy. Dziennikarze udzielają się w czasopismach popularnonaukowych i w specjalistycznej literaturze (na przykład kwartalniki i roczniki naukowe) czytanej głównie przez osoby ze stopniem naukowym w danej kategorii. Różnica polega na tym, że w czasopismach popularnonaukowych zasób słownictwa jest ograniczony do takiego, jakie zrozumie większość czytelników, a jeśli pojawia się nowe słowo z języka specjalistycznego, przeważnie jest ono wyjaśnione. Natomiast w piśmie naukowym używa się pełni języka specjalistycznego.
W XXI wieku do grupy telewizyjnych dziennikarzy naukowych dołączyły osoby publikujące treści popularyzacyjne w mediach społecznościowych, m.in. poprzez serwis YouTube.
W 2007 roku zostało założone Polskie Stowarzyszenie Dziennikarzy Naukowych „Naukowi.pl”.

## Przykładowi dziennikarze naukowi
- Jerzy Woźniak
- Bob McDonald, prowadzący popularnego programu radiowego CBC, Quirks & Quarks
- Andrzej Sowa, prowadzący kilku słuchowisk naukowych Polskiego Radia o tematyce historycznej
- Radosław Brzózka, prowadzący programu TVP1 Jak to działa?
- Adam Leszczyński, historyk, członek „Krytyki Politycznej” i współpracownik „Gazety Wyborczej”